# مشکی (استان لهستان بزرگ‌تر)
مشکی (به لاتین: Myszki) یک روستا در لهستان است که در گمینا کیشکووو واقع شده‌است.